# 湖南省人力资源和社会保障厅
湖南省人力资源和社会保障厅是中华人民共和国湖南省人民政府负责管理湖南省人力资源和社会保障的组成部门。根据《中共湖南省委湖南省人民政府关于印发〈湖南省人民政府机构改革方案的实施意见〉的通知》（湘发[2009]15号）和《中共湖南省委湖南省人民政府关于湖南省人民政府机构设置的通知》（湘发[2009]16号），将原湖南省人事厅、原湖南省劳动和社会保障厅合并而成。

## 历任厅长
- 彭崇谷（2010年1月-2013年4月）
- 胡伯俊（2013年4月-2016年1月）
- 贺安杰（2016年3月-2018年3月）
- 胡　奇（2018年3月-2020年11月）
- 唐白玉（2020年11月-）

## 机构设置

### 内设机构
- 办公室
- 法规处
- 规划财务处
- 就业促进与失业保险处
- 人才开发与人力资源市场管理处
- 军官转业安置处
- 职业能力建设处
- 专业技术人员管理处
- 事业单位人事管理处
- 劳动关系处
- 工资福利处
- 养老保险处
- 医疗生育保险处
- 工伤保险处
- 农村社会保险处
- 社会保险基金监督处
- 人事教育处
- 离退休人员管理服务处
- 机关党委
- 纪检监察室[1]

### 直属机构
- 湖南省就业服务局
- 湖南省社会保险管理服务局
- 湖南省医疗工伤生育保险管理服务局
- 湖南省人才流动服务中心
- 湖南省劳动监察局
- 湖南省劳动人事争议仲裁院
- 湖南省人事考试院
- 湖南省专家服务中心
- 湖南省国际人才智力交流协作中心
- 湖南省转业军官培训与自主择业转业军官管理服务办公室
- 湖南省机关事业单位养老保险服务中心
- 湖南省农村社会养老保险管理服务中心
- 湖南省人力资源和社会保障厅统计信息中心
- 湖南省职业技能鉴定中心
- 后勤服务中心
- 湖南省职业介绍服务中心
- 湖南省人力资源和社会保障厅就业培训中心[2]

### 部门管理机构
- 湖南省公务员局
- 湖南省外国专家局